# El Spin
El Spin (in istro-veneto La Spina), con sottotitolo Esce e punzecchia ogni sabato, inserto della Gazzetta di Pola, è stata una rivista satirica pubblicata in lingua italiana nella città di Pola, odierna Croazia.

## Storia
L'inserto di quattro pagine, pensato da Rodolfo Manzin, già autore del giornale El Grizolo, era allegato alla Gazzetta di Pola, 25x34 centimetri, al prezzo di sette lire, venne pubblicato dal 20 ottobre 1945 fino al 31 dicembre del 1946, ultimo numero speciale di otto pagine. La rivista era arricchita dalle illustrazioni a piena pagina e dalle vignette di satira politica di Albino Dorliguzzo e Gigi Vidris. La sede della redazione si trovava in Via Giulia 7.
Il taglio del giornale era schiettamente antifascista, diversamente da altri giornali italiani della zona, quanto critico verso il comunismo. L'intenzione degli autori era quella di rappresentare il dramma istriano, le vicende della minoranza italiana della città di Pola, tra l'incombente esodo e il clima poliziesco del periodo, generando un effetto di risata amara, talvolta truce e disperata, possibile nel contesto della libertà di stampa garantita dall'amministrazione del Governo Militare Alleato di Pola.
Il primo numero dell'inserto si apriva con una dichiarazione di intenti e una panoramica del clima politico e sociale:
(El Spin, numero 1, 20 ottobre 1945, pag. 1)

## Contenuti artistici
Luigi "Gigi" Vidris, nato a Pola nel gennaio del 1897, era il principale disegnatore per El Spin. Si devono a lui in particolare le copertine coi disegni a pagina intera. Nel 1916, durante la Grande Guerra, ebbe modo di iniziare a sperimentare la caricatura. Il suo primo lavoro per il giornale satirico, titolato In attesa della commissione alleata, fu la copertina del numero 3, datato 3 novembre 1945. In questo rappresentativo collage di tre scene si vede dapprima un uomo che con lo scalpello foggia una bustina militare sul capo di un leone di San Marco, sul cui libro aperto si può leggere il nome del Maresciallo Tito, chiara parodia di quei comunisti italiani di areale veneto pronti ad accettare di buon grado il dominio jugoslavo. La seconda scena mostra un comunista jugoslavo intento a cancellare con la vernice nera i nomi italiani dalle tombe in un cimitero, un'accusa nei confronti della cancellazione del passato italiano, che spazzerebbe via persino il ricordo dei defunti. La terza scena mostra un uomo intento a modificare la toponomastica cittadina, rimuovendo il nome di un via dedicata al compositore Giuseppe Tartini per rinominarla Via Tito. Nella didascalia riportata in prima pagina c'è un componimento in istro-veneto volto a denunciare tali cambiamenti e cancellazioni, sempre nello stile cupamente ironico del settimanale.

## Mostre ed eventi
Presso il Centro Studi Carlo Gabrielli Rosi di Lucca è presente una mostra permanente dedicata al giornale a cura del ricercatore Moreno Pedrinzani, inaugurata l'11 febbraio del 2023, in occasione del Giorno del Ricordo dedicato alla tragedia delle foibe.